# Comuna Slivilești, Gorj
Slivilești este o comună în județul Gorj, Oltenia, România, formată din satele Cojmănești, Miculești, Slivilești (reședința), Strâmtu, Sura, Șiacu, Știucani și Tehomir.

## Demografie
Componența etnică a comunei Slivilești
     Români (94,86%)
     Alte etnii (0%)
     Necunoscută (5,14%)
Componența confesională a comunei Slivilești
     Ortodocși (92,34%)
     Baptiști (1,55%)
     Alte religii (0,9%)
     Necunoscută (5,22%)
Conform recensământului efectuat în 2021, populația comunei Slivilești se ridică la 2.780 de locuitori, în scădere față de recensământul anterior din 2011, când fuseseră înregistrați 3.227 de locuitori. Majoritatea locuitorilor sunt români (94,86%), iar pentru 5,14% nu se cunoaște apartenența etnică. Din punct de vedere confesional, majoritatea locuitorilor sunt ortodocși (92,34%), cu o minoritate de baptiști (1,55%), iar pentru 5,22% nu se cunoaște apartenența confesională.

## Politică și administrație
Comuna Slivilești este administrată de un primar și un consiliu local compus din 11 consilieri. Primarul, Sorin Bucurescu[*], de la Partidul Social Democrat, este în funcție din 2004. Începând cu alegerile locale din 2024, consiliul local are următoarea componență pe partide politice:
|  | Partid                          | Consilieri | Componența Consiliului | Componența Consiliului | Componența Consiliului | Componența Consiliului | Componența Consiliului | Componența Consiliului | Componența Consiliului | Componența Consiliului |
|  | ------------------------------- | ---------- | ---------------------- | ---------------------- | ---------------------- | ---------------------- | ---------------------- | ---------------------- | ---------------------- | ---------------------- |
|  | Partidul Social Democrat        | 8          |                        |                        |                        |                        |                        |                        |                        |                        |
|  | Alianța pentru Unirea Românilor | 2          |                        |                        |                        |                        |                        |                        |                        |                        |
|  | Partidul Național Liberal       | 1          |                        |                        |                        |                        |                        |                        |                        |                        |

## Vezi și
- Biserica de lemn din Slivilești
- Biserica de lemn din Miculești, Gorj
- Biserica de lemn din Sura
- Biserica de lemn din Știucani
- Biserica de lemn din Strâmtu, Gorj

## Imagini

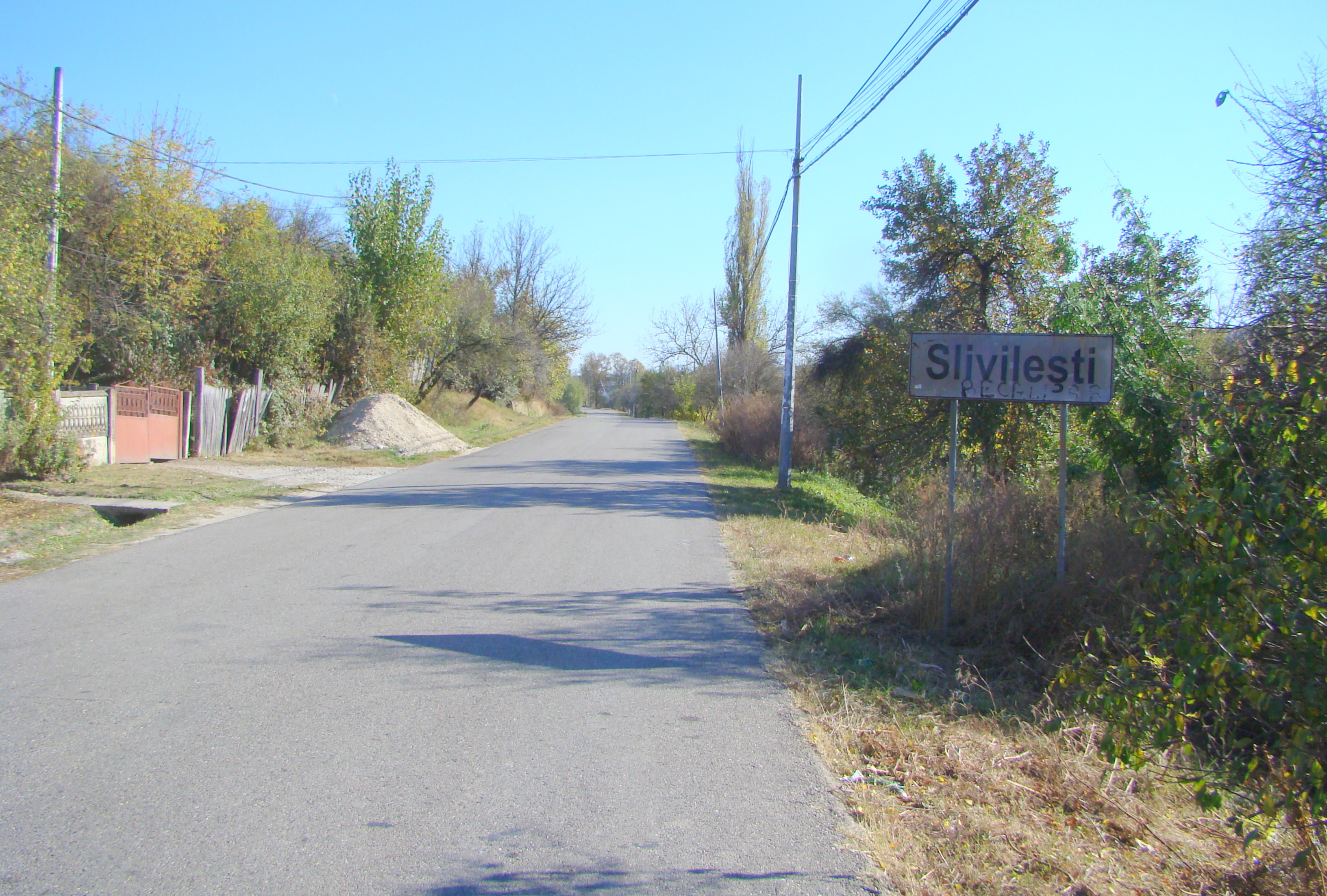
Intrarea în localitate
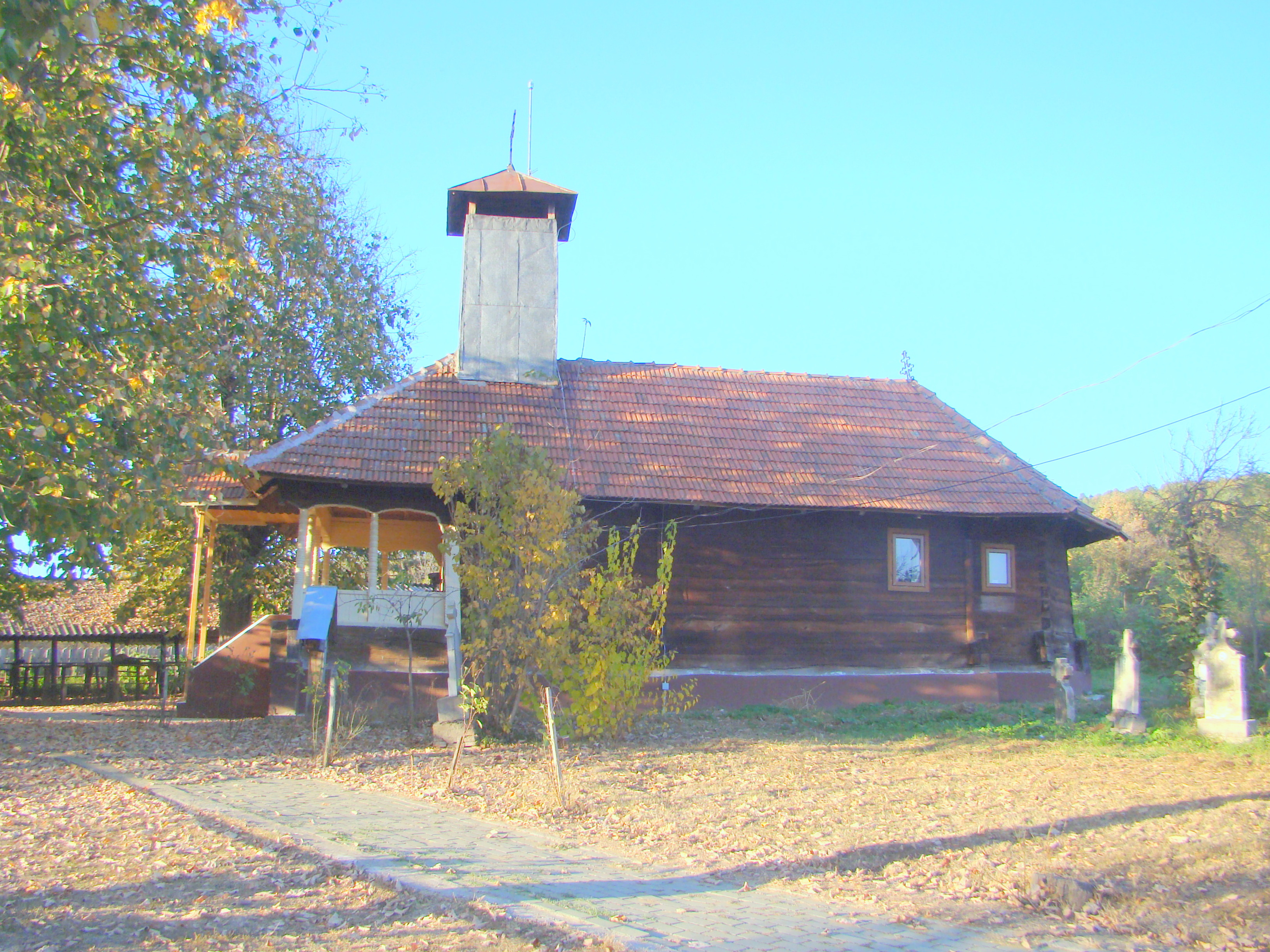
Biserica de lemn „Sfântul Nicolae” (monument istoric)
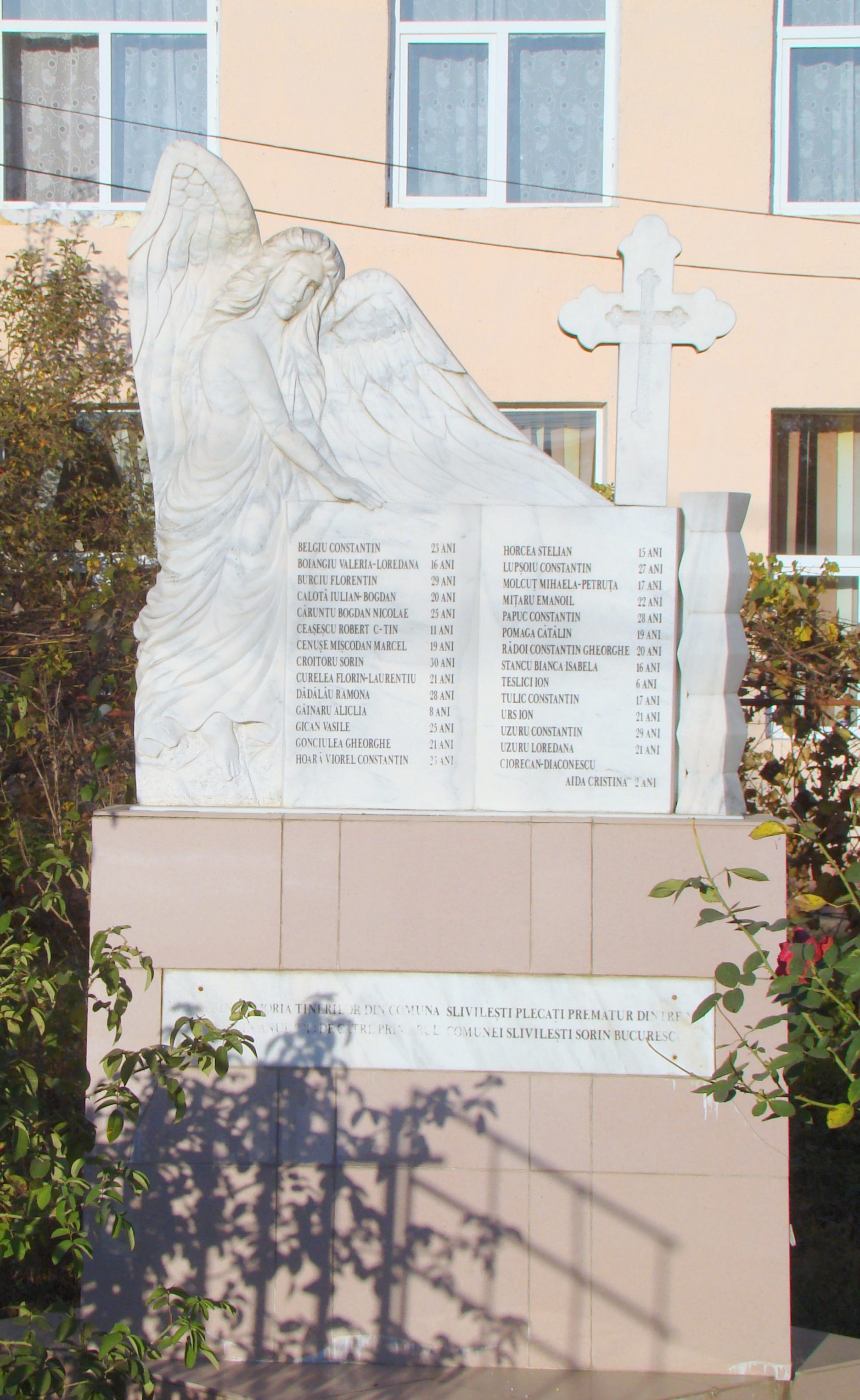
Monumentul eroilor
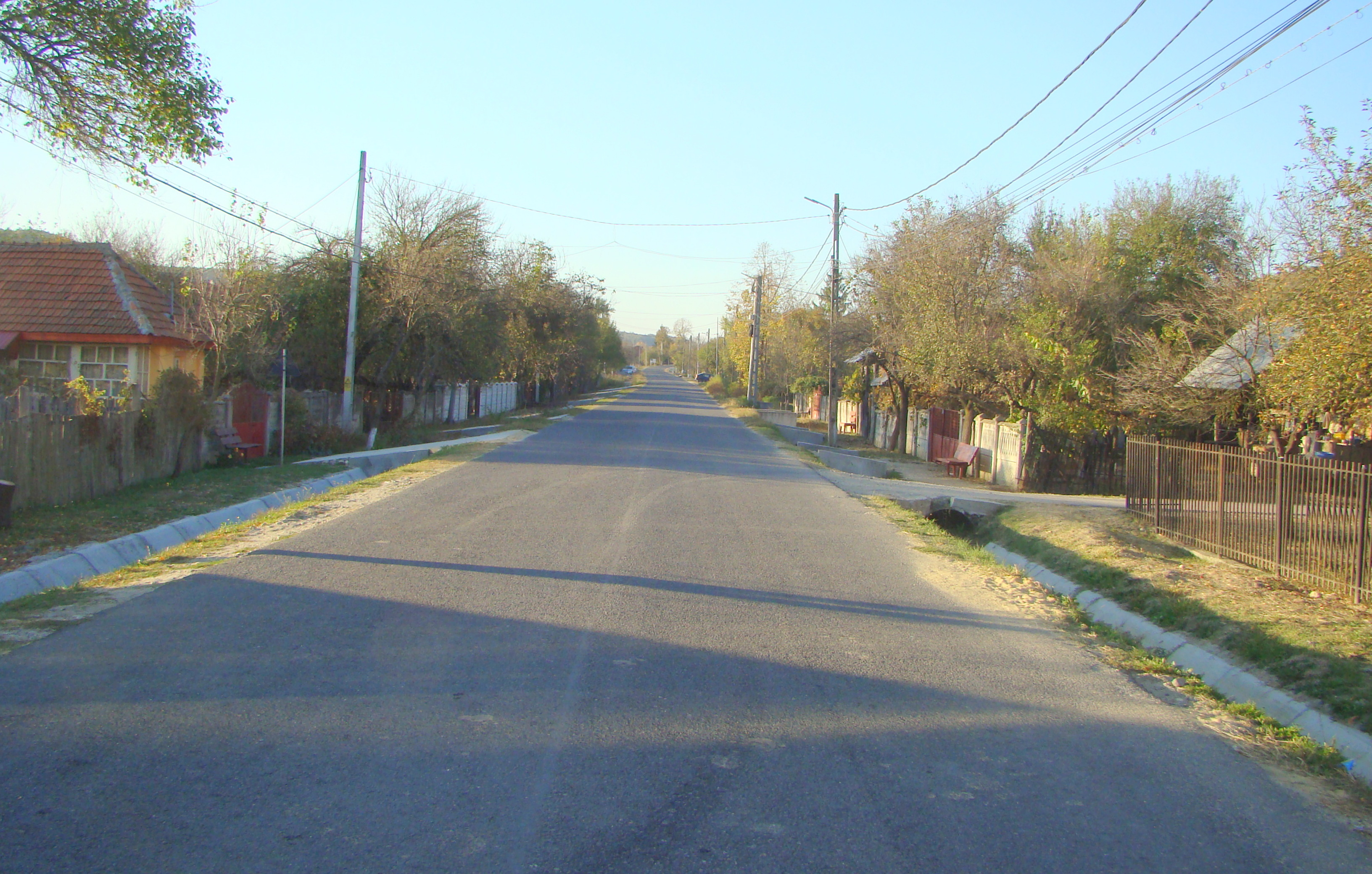
Strada principală
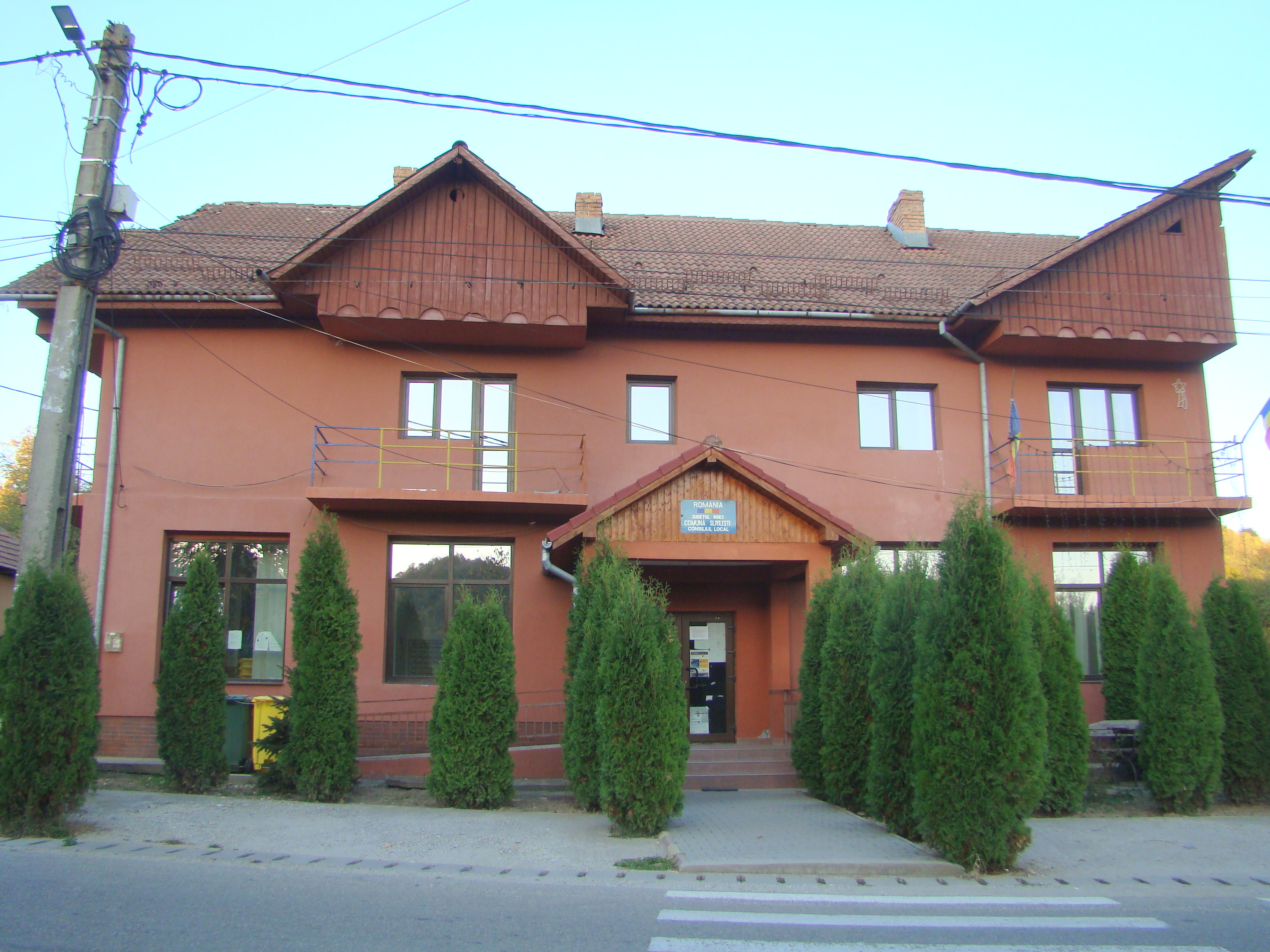
Primăria
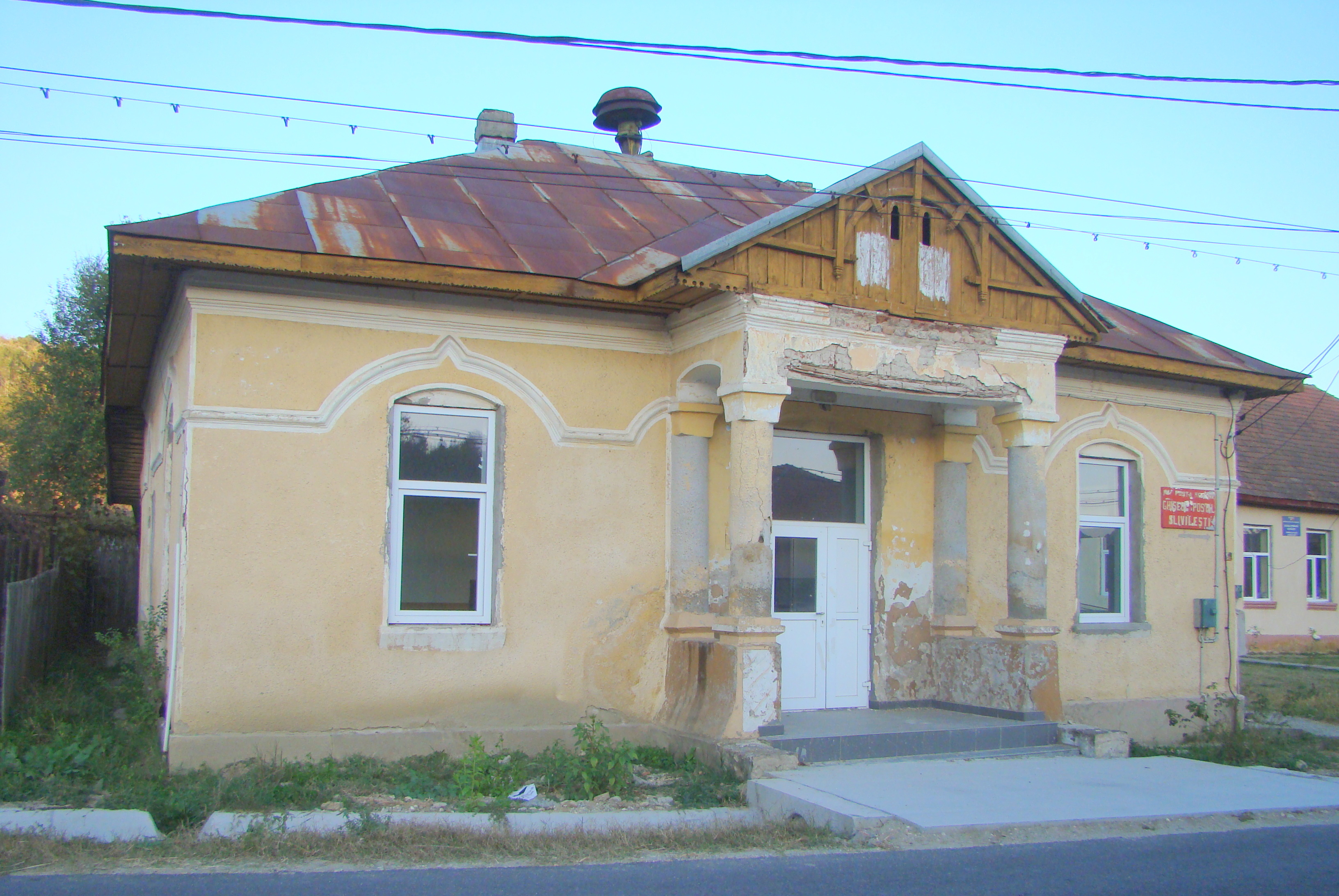
Căminul cultural
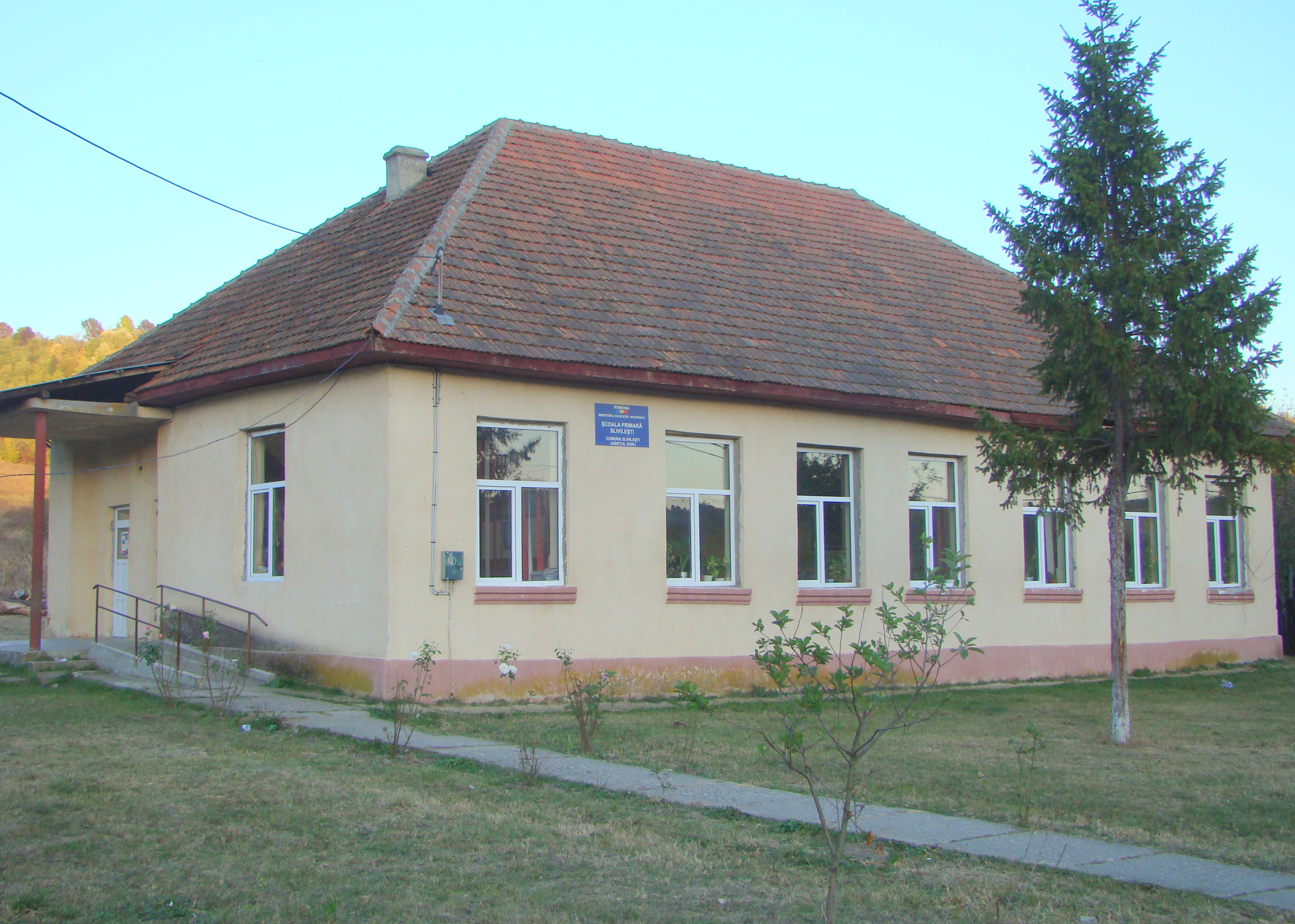
Școala
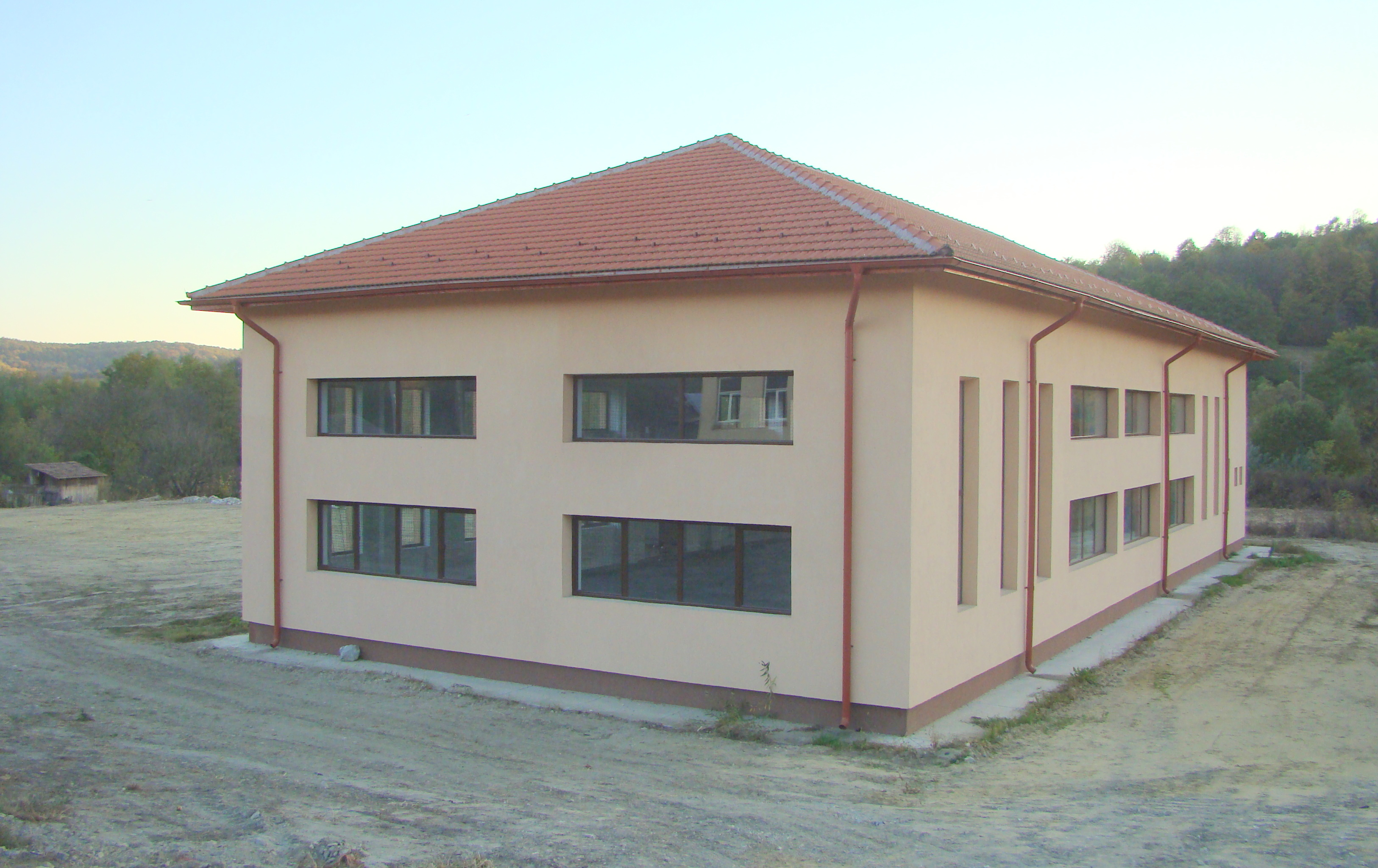
Sală multifuncţională de evenimente
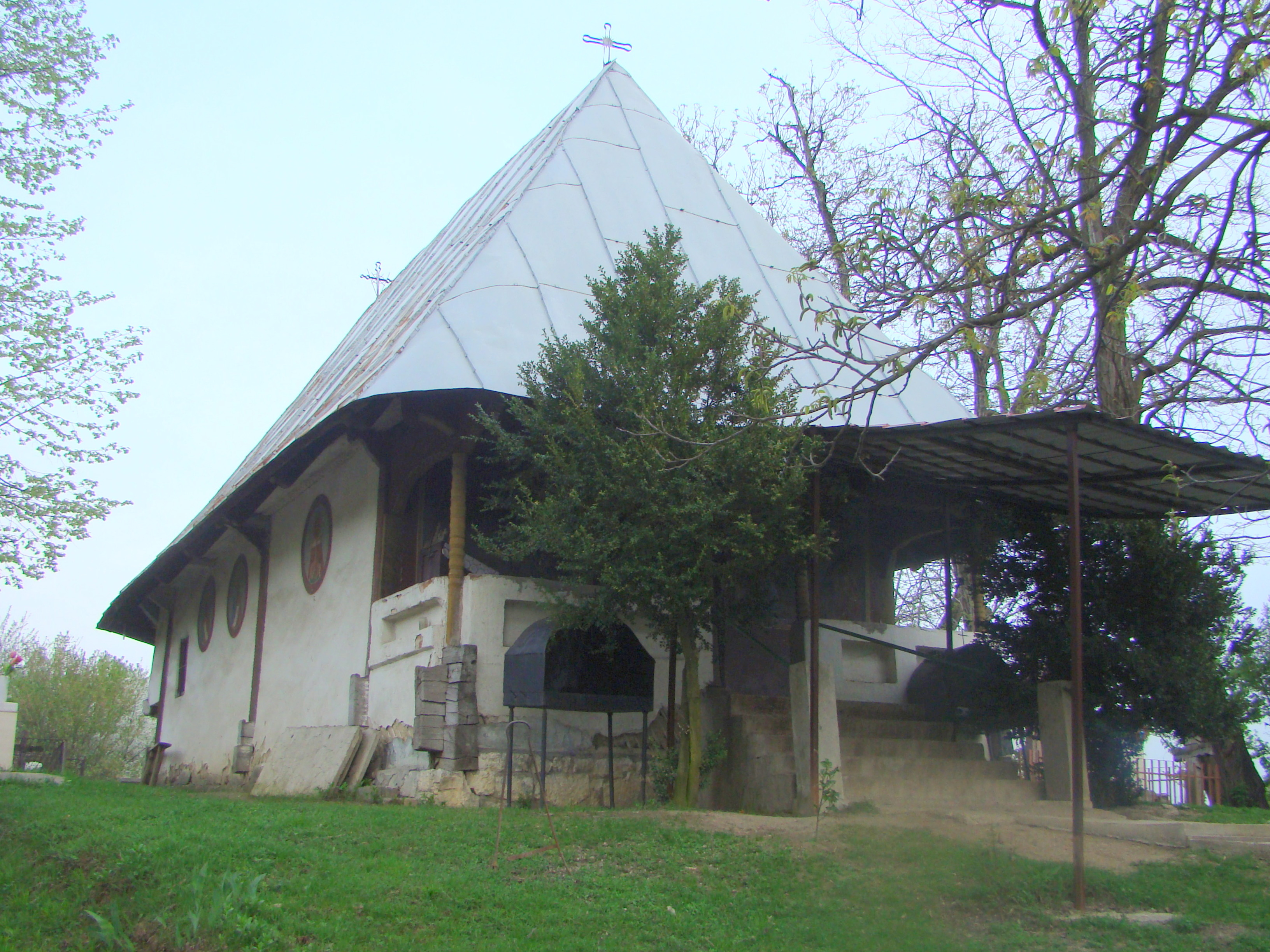
Biserica de lemn din satul Miculești (monument istoric)
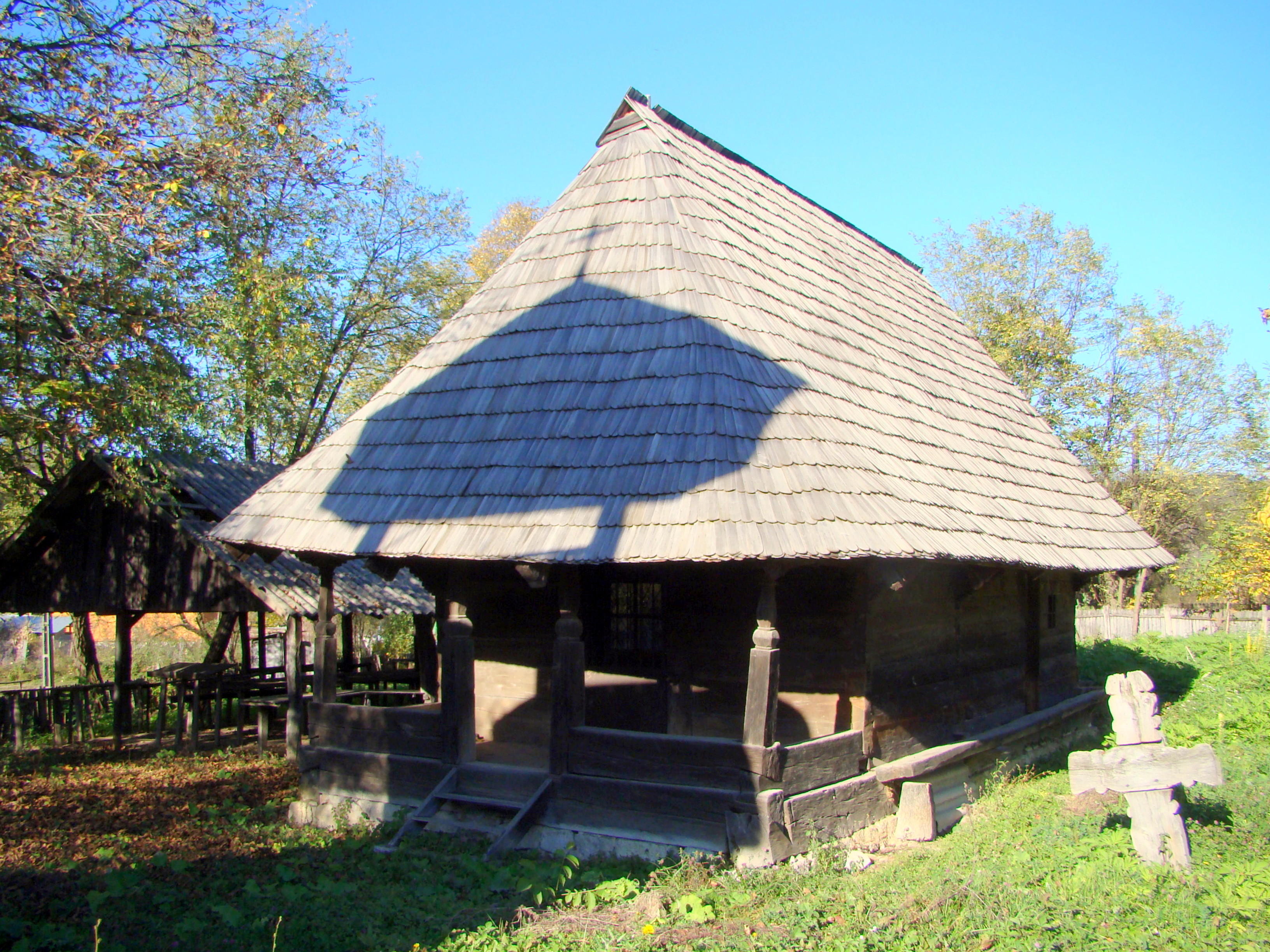
Biserica de lemn din satul Sura (monument istoric)
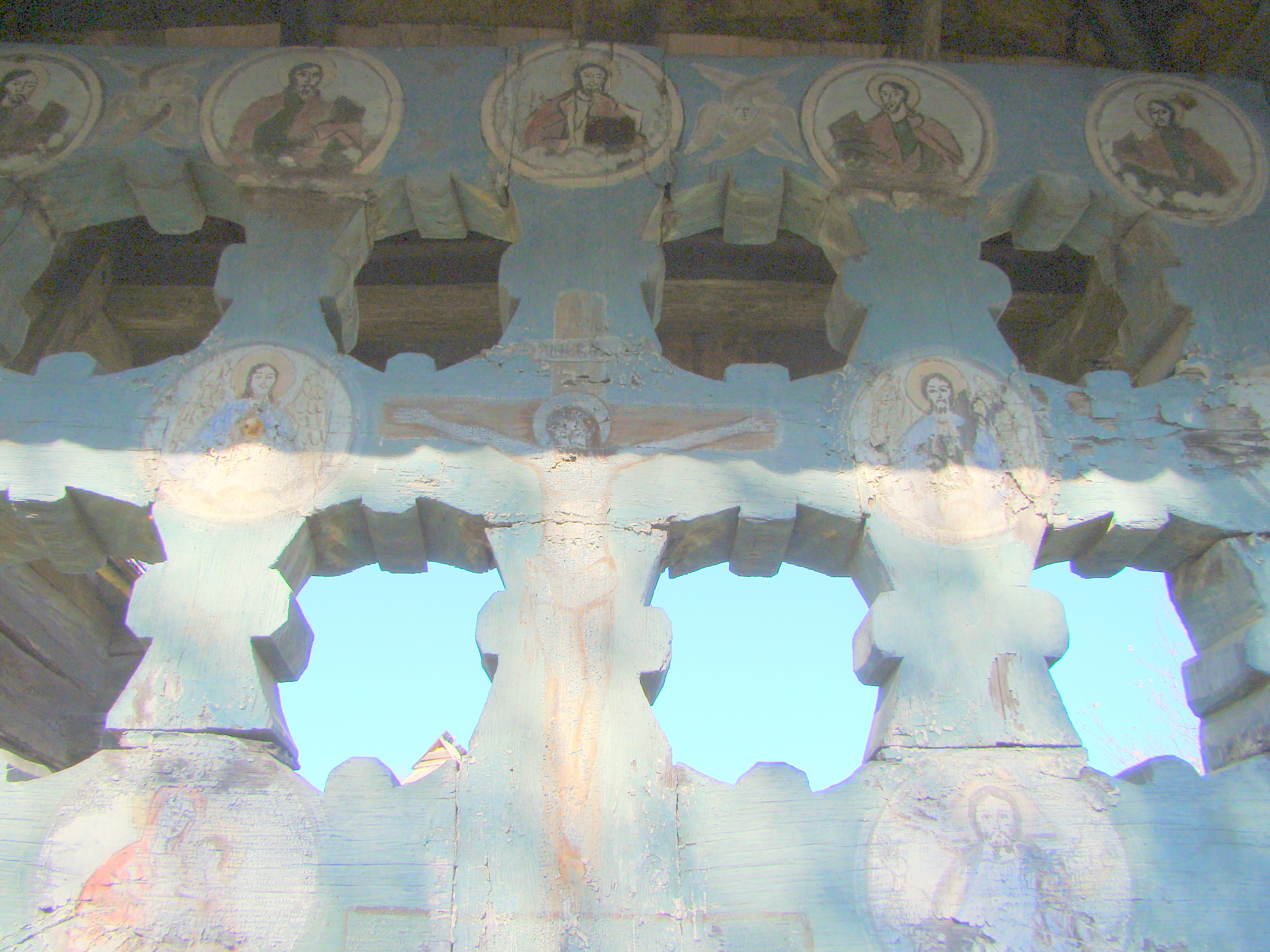
Poarta de lemn
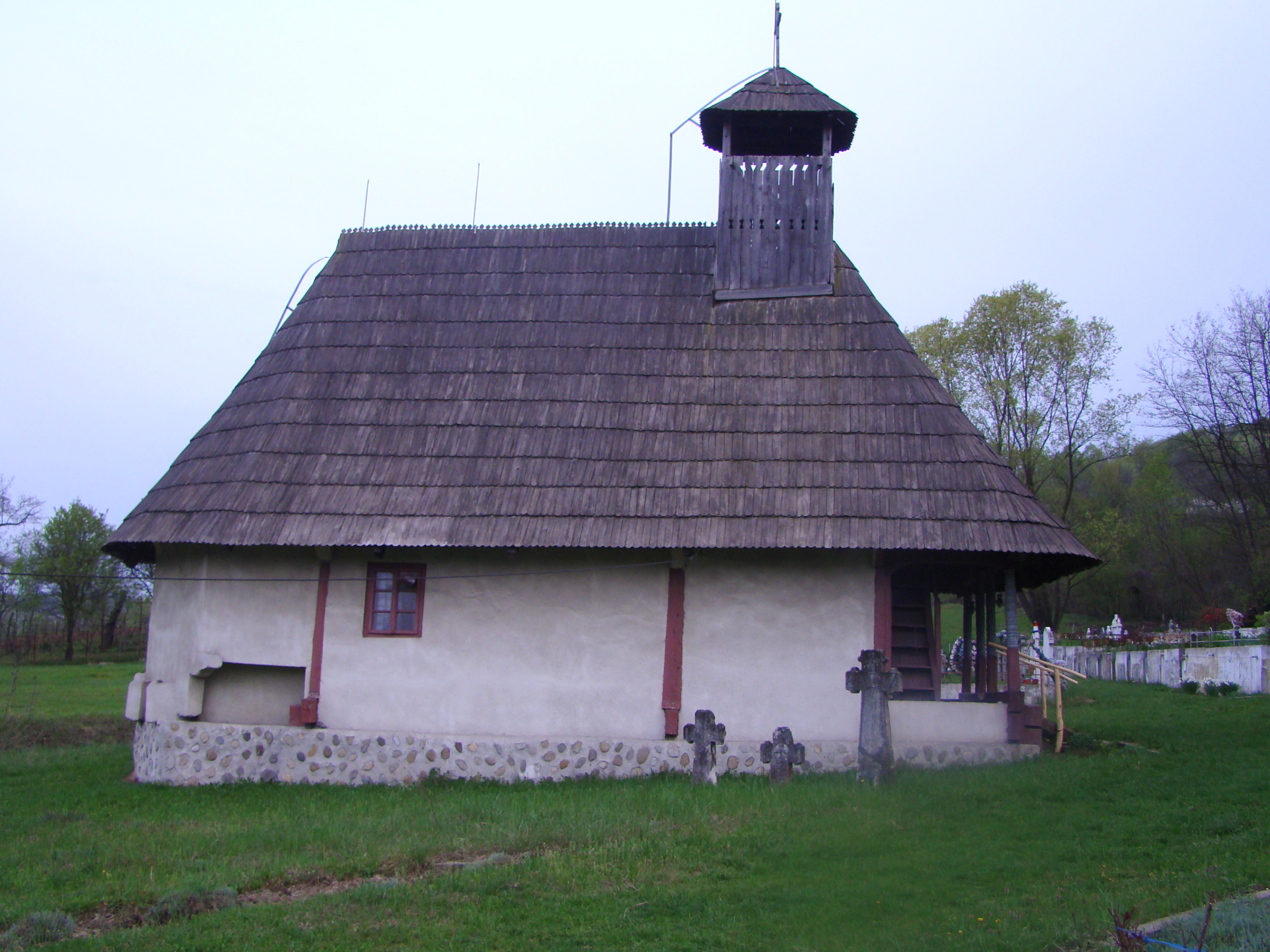
Biserica de lemn din satul Știucani (monument istoric)